# Дебрани
Дебрани (на албански: dibranë, единствено число: dibran) са жителите на град Дебър, Северна Македония. Често дебрани се наричат и жителите на областта Дебър, чийто център традиционно е градът, и която е разделена между Северна Македония и Албания, както и жителите на съседната област Река.
„Господи, брани от голи дебрани“ е народна поговорка от сборника „Български народни песни“ на Братя Миладиновци.
Това е списък на най-известните жители на Дебър.

## Родени в Дебър
А — Б — В — Г — Д —
Е — Ж — З — И — Й —
К — Л — М — Н — О —
П — Р — С — Т — У —
Ф — Х — Ц — Ч — Ш —
Щ — Ю — Я

### А
- Абдурахман Дибра (1885 – 1961), албански политик
- Агрон Буджаку (р. 1957), политолог и политик от Северна Македония, депутат от ДСИ
- Акиф Ердемгил (1876 – 1962), османски и турски генерал
- Али Меми, арестуван преди април 1904 година, обвинен, че „участвал в раняването на Тане от Ботун след края на битката с комитска чета по време на въстанието, което се случило в Дебърца“,[1] осъден от Следствения отдел, амнистиран с общата амнистия от 12 април 1904 година[2]
- Али Пустина (1885 – 1915), албански революционер
- Арсений Алексиев (1873 – ?), български просветен деец, завършил с осмия випуск Солунската българска мъжка гимназия през 1893 година.[3] и в 1901 година история в Софийския университет[4]
- Арсо Кузманов и Стойко Трифонов, български революционери, четници на Филип Тотю в 1876 г.[5]

### Б
- Блаже Божинов, български революционер, член на ВМОРО[6]
- Благоя Деспотовски (1919 – 1941), югославски партизанин

### В
- Васил Атанасов Иванов (1882 – след 1943)[7] македоно-одрински опълченец, служил в 4-а рота на 5-а одринска дружина,[7][8] ранен;[8] участва в Първата световна война с 59-и пехотен полк на 11-а пехотна македонска дивизия; на 15 април 1943 година, като жител на Скопие, подава молба за българска народна пенсия, в която пише: „През целия живот в миналото, както и до днес, работил съм и въодушевявал съм се от идеята свобода на Македония и обединена България“; молбата е одобрена и пенсията е отпусната от Министерския съвет на Царство България[7]
- Васил Куноски (1916 – 1993), детски писател от Северна Македония
- Вехби Аголи (1867 – 1937), албански просветен и религиозен деец
- Висарион Дебърски, книжовник от XVI век

### Г
- Григор Ошавков (? – 1914), български революционер, деец на ВМОРО, македоно-одрински опълченец
- Гъзим Острени (р. 1942), политик от Северна Македония
- Гъзим Еребара (1929 – 2007), албански режисьор

### Д
- Дамян Йосифов (около 1888 – ?), български просветен деец и революционер
- Джафер Кодра (1923 – 1995), югославски партизанин и политик
- Димитър Дамев Цветков (13 октомври 1913 – ?), завършил в 1942 година право в Софийския университет[9]
- Димитър Куновски (1836 – ?), български общественик
- Душко Костовски (1930 – 1995), актьор от Северна Македония

### Е
- Екрем Баша (р. 1948), косовски албански писател
- Енгел Макелара (р. 1996), италиански ръгбист

### Ж
- Живко Ошавков (1913 – 1982), виден български философ, социолог

### И
- Ибе Паликука (1927 – 1944), югославска партизанка
- Иван Аговски (1887 – 1925), български комунистически деец
- Иван Божинов (1860 – 1927), български печатар и издател
- Иван Гигов (1887 – ?), български революционер от ВМОРО, четник на Пандо Сидов[10]
- Иван Ивановски (р. 1930), северномакедонски детски писател и театрален критик
- Изет Дибра (1878 – 1964), албански политик
- Илия Велев, български революционер от ВМОРО, четник на Кочо Цонков[11]
- Ильо Танев, българин, православен, арестуван преди април 1904 година, обвинен в „притежние на опасни документи“, осъден от Наказателния апелативен съд на 3 години каторга, лежал в Битолския затвор, амнистиран с общата амнистия от 12 април 1904 година[12]
- Иляз паша Дибра (Чоку, Гропай), албански политик
- Ислам Вейсел Шемсудин, арестуван преди април 1904 година,[13] обвинен, че „заедно с неизвестни представители на султанската войска от Ресен отвлекли Спиро и Лазар от домовете им в охридското село Издеглаве, отнесли ги в планината и за тях вече нищо не се узнало“, затворен от Наказателния апелативен съд в следствения арест, амнистиран с общата амнистия от 12 април 1904 година[14]
- Ислам Исмаил, арестуван преди април 1904 година, обвинен в „продажба на свещници, принадлежали на християнското население“, осъден на 1 година от Апелативния наказателен съд, лежал в Битолския затвор, амнистиран с общата амнистия от 12 април 1904 година[15]

### Й
- Йонче Йосифовски (1920 – 2007), учен от Северна Македония, философ
- Йордан Даниловски (р. 1957), писател и критик от Северна Македония

### К
- Кемал Аголи (1918-?), албански партизанин и министър в Социалистическа република Македония
- Кемал Айдини (1935 – 1979), виден актьор от Социалистическа република Македония
- Кирил Жерновски (1897 – 1972), инженер и член на АСНОМ
- Константин Радев, учил в Робърт колеж от 1876/1877 до 1878/1879 година[16]
- Кръсто Божинов, български революционер от ВМОРО, четник на Дамян Груев[17]
- Коста Кърпач (р. 1927), поет и филмов работник от Северна Македония
- Коста Ставрев, доброволец в четата на Георги Бабаджанов през Сръбско-българската война в 1885 година[18]
- Кузман Йосифов (1891 – 1983), български просветен деец

### Л
- Лютви Туркеши (1947 – 2006), публицист и писател от Северна Македония
- Лютви Руси (1923 – 1981), югославски партизанин, деец на НОВМ, писател
- Лиман Каба (1924 – 1945), югославски партизанин и деец на НОВМ

### М
- Марко Шулайковски (1921 – 1989), югославски партизанин и военен
- Масар Кодра (1932 – 2004), албански историк от Югославия и Северна Македония
- Милан Панчевски (1935), югославски политик
- Минко Гочев (1899-?), български книжар
- Михаил Янков, български опълченец, IV опълченска дружина, умрял преди 1918 г.[19]
- Михаило Велич (1877 – 1941), писател, учител, фолклорист
- Мети Кърлиу (р. 1923), югославски партизанин и политик от Социалистическа република Македония

### Н
- Наум Бояджиев (? – 1938), български революционер, деец на ВМОРО
- Неджат Аголи (1914 – 1949), албански партизанин
- Неджми Мехмети (1945 – 2005), албански поет и журналист
- Нестор Поповски, български революционер, член на ВМОРО, жив към 1918 г.[6]
- Никола Макеларски (1915 – 1980), югославски партизанин и деец на НОВМ
- Нуредин Пустина (? – 1903), албански революционер

### П
- Павел Зограф, български свещеник и зограф от XIX век
- Петър Бояджиев, председател на Дебърската българска община към 1896 година[20]

### Р
- Радо (Ради) Доганов (1856 – 27 юли 1877), български опълченец, доброволец в Сръбско-турската война от 1876 година, на 29 април 1877 година постъпва като доброволец в IV рота на II дружина на Българското опълчение, умира на 27 юли 1877 година[21]
- Рафаил Минев, доброволец в четата на Георги Бабаджанов през Сръбско-българската война в 1885 година[18]
- Рафаил Наумов Бояджиев (1899 – след 1945), учил в Дебър (1911/1912), търгува с химикали и вълнени платове в България и в Тирана, Албания, член на Македонската младежка организация „П. К. Яворов“ в София (1929)[22]
- Ружа Панова (р. 1927), лингвист, професор от Северна Македония

### С
- Саид Найдени (1864 – 1903), албански просветен деец
- Селим Руси (1821 – 1905), албански революционер
- Сефедин Пустина, албански революционер
- Спасе Куновски (1929 – 1978), югославски художник
- Спасе Чучук (1907 – 1987), просветен деец от Социалистическа република Македония
- Стефан Якимов, доброволец в четата на Георги Бабаджанов през Сръбско-българската война в 1885 година[18]
- Стоян Салията, български революционер, четник на Ичко Димитров в 1912 г.[23]
- Султана Апостолова, български просветна деятелка
- Сюлейман Питарка (1924 – 2007), албански актьор
- Сюлейман Юсуф, арестуван преди април 1904 година,[13] обвинен, че „заедно с неизвестни представители на султанската войска от Ресен отвлекли Спиро и Лазар от домовете им в охридското село Издеглаве, отнесли ги в планината и за тях вече нищо не се узнало“, затворен от Наказателния апелативен съд в следствения арест, амнистиран с общата амнистия от 12 април 1904 година[14]

### Т
- Тодор Петров, доброволец в четата на Георги Бабаджанов през Сръбско-българската война в 1885 година[18]
- Трайко Илиев, български революционер от ВМОРО, четник на Панчо Константинов[24]
- Тодор Филипов, български лекар[25]
- Трифон Ошавков, български учител и революционер
- Търпе Симоновски (1852 – ?), български духовник

### У
- Урфи Аголи (1903 – 1937), македонски албанец и интербригадист

### Ф
- Фаик Шатку Дибра (1889 – 1946), албански политик
- Фатмир Скендер (р. 1966), северномакедонски конституционен съдия
- Федат Стрезов, българин, православен, арестуван преди април 1904 година, обвинен в „поддържане на преписка с българската бунтовническа организация“, осъден от Наказателния апелативен съд на 5 години затвор в твърдина, лежал в Битолския затвор, амнистиран с общата амнистия от 12 април 1904 година[26]
- Феми Муча (р. 1930), политик от Социалистическа република Македония
- Филип Чочков, български учител и революционер
- Фуат Дибра (1886 – 1944), албански политик

### Х
- Хаки Стърмили (1893 – 1953), албански писател, националист
- Хаки Шарофи (1894 – 1993), албански духовник
- Хафиз Джемал Дибра (1881 – 1959), албански религиозен деец и политик
- Хафиз Исмет Дибра (1886 – 1955), албански религиозен деец

### Ш
- Шериф Лангу (1877 – 1956), албански политик и общественик

### Я
- Яковче Кръстев (1854 – ?), български строител
- Янка Атанасова (1935 – 1980), балерина от Северна Македония
- Янко Обочки (р. 1935), неврохирург, здравен министър на Югославия
- Яшар Еребара (1873 – 1953), албански политик

### Македоно-одрински опълченци от Дебър
- Ангеле Христов Георгиев (1877 – след 1943), македоно-одрински опълченец, служи в 3-та рота на 1-ва дебърска дружина;[27] членува в Съюза на македоно-одринските опълченски дружества в България и е деец на Дебърското благотворително братство; на 4 март 1943 година като жител на Скопие подава молба за българска народна пенсия, в която заявява „идеалът ми винаги е бил българска мисъл“; молбата е одобрена и пенсията е отпусната от Министерския съвет на Царство България[28]
- Георги Ангелов, 30 (40)-годишен, предприемач, І клас, Нестроева рота на 1 дебърска дружина[29]
- Данил Алексов, 1 дебърска дружина, убит на 22 юни 1913 година[30]
- Исак Ангелов, 24-годишен, търговец, I клас, 4 рота на 1 дебърска дружина, носител на орден „За храброст“ IV степен[31]
- Лазар (Лазо) Андонов, 21-годишен, Солунски доброволчески отряд, 1 рота на 3 солунска дружина[32]
- Серафим Андреев, 38-годишен, предприемач, II клас, 3 рота на 1 дебърска дружина, кръст „За храброст“ IV степен[33]
- Хараламби (Харалампи) Алексиев, 26 (27)-годишен, бакалин, II клас, Нестроева, 4, 5 рота на 1 дебърска дружина[34]

## Починали в Дебър
- Божин Теофилов (? – 1910), български революционер от ВМОРО
- Янаки Томов (1860 – 1913), български революционер
- Панче Поповски (1924 – 1944), югославски партизанин и деец на НОВМ
- Мирко Арсениевич (1915 – 1944), югославски партизанин

## Други
- Алекси Рилец (1760 – 1850), български архитект, роден в Дебърско
- Анастас Кръстев (1887 – ?), македоно-одрински опълченец, зидар, родом от Макелари, живеещ в Дебър, 3 рота на 3 солунска дружина, 2 рота и Нестроева рота на 1 дебърска дружина[35]
- Генадий Велешки (1800 – 1876), български духовник, дебърски митрополит от 1864 до 1870 година
- Козма Дебърски (около 1835 – 1918), български духовник, дебърски митрополит от 1897 до 1913 година и от 1915 до 1918
- Михаил Спиров (? – 1924), български военен, роден в София в семейство от Дебърско
- Моисей Голем Комнин Арианит (? – 1464), албански благородник и командир от Лежката лига от големия албански род Арианити, действал в Дебърско
- Нестор Чопов – Дримски, български революционер, член на ВМОРО и на местния революционен комитет към 1904 година[36]
- Спиро Личеновски, български свещеник, председател на Българския акционен комитет в Дебър в 1941 година
- Стоян Георгиев, български опълченец, III опълченска дружина, родом от Дебърско, умрял преди 1918 г.[37]